# Middleage
Middleage var ett svenskt hårdrocksband som grundades 2002.
Middleage släppte sitt debutalbum Different View 2007 med bland annat låtarna "Someone To Reach For", "Different View" och "Open Me" som spelades på svensk radio. Bandet spelade in en promotionmusikvideo till låten "Proof of Honesty" 2006.
Två av medlemmarna startade bandet Sherlock Brothers och lämnade Middleage.

## Medlemmar
Senaste medlemmar
- Freddie Rein – sång
- Mike Szymanski – gitarr
- Rasmus Weinheimer – basgitarr
- Fredrik Flink – trummor

Tidigare medlemmar
- André Andersson – sång
- Johan Andersson – basgitarr

## Diskografi
Studioalbum
- Different View (2007)
- Moreismo (2009)